# School (instelling)

School van de bevrijdingsbeweging PAIGC in de bevrijde gebieden, Guinee-Bissau, 1974.

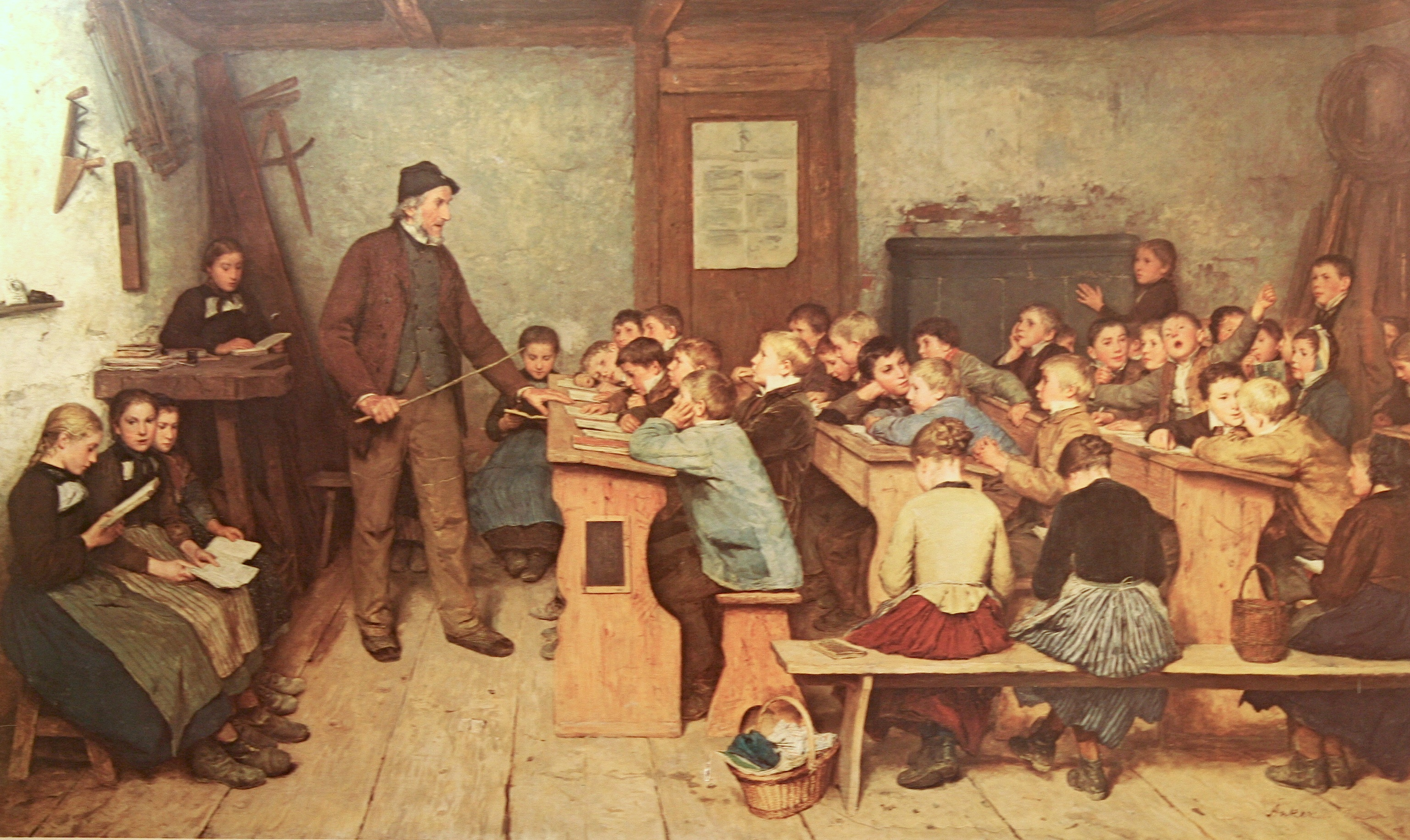
Albert Anker (1896)

Een school is een instelling waarin onderwijs op een bepaald niveau gegeven wordt. Vanwege de leerplichtwet gaan de meeste kinderen naar een school, hoewel ook andere vormen van onderwijs mogelijk zijn om aan de leerplicht te voldoen.
Het woord 'school' is afgeleid van het Griekse 'σχολή', dat 'vrije tijd' betekent. Onderwijs was namelijk oorspronkelijk iets waarvoor men vrije tijd moest hebben: de meeste mensen, ook kinderen, besteedden al hun tijd aan werk. De betekenis van het woord evolueerde naar de benaming voor wetenschappelijke discussies of voordrachten.

## Geschiedenis
In het Oude Griekenland bestonden nog geen openbare scholen: alleen welgestelde kinderen ontvingen onderwijs van privédocenten.
De 'school' in Athene was Plato's Academie. In deze 'school' waren er echter geen klassen of examens. Het was een plaats waar welgestelde denkers converseerden met elkaar, met Plato's ideeën als uitgangspunt. Het Lyceum van Aristoteles was gelijkaardig, hoewel Aristoteles tweemaal daags een lezing gaf.

## Moderne tijd
- de kleuterschool, waar kinderen naast spelen ook leren leerden en zo werden voorbereid op het volgen van onderwijs. Sinds 1 augustus 1985 opgegaan de basisschool, de groepen 1 en 2.
- de lagere school, waar lager onderwijs werd gegeven aan leerlingen in de klassen 1 t/m 6 (bij maartscholen ook klas 7). Sinds 1 augustus 1968 vervangen door de basisschool, die tegenwoordig basisonderwijs geeft in de groepen 1 t/m 8.
- de middelbare school, waar middelbaar onderwijs aan leerlingen werd gegeven. Sinds 1 augustus 1968 vervangen door school voor voortgezet onderwijs, meestal in een  scholengemeenschap.
- de hogeschool, waar hoger onderwijs werd gegeven aan leerlingen.

Daarnaast kende men toen ook al de universiteit, waar men onderwijs aan studenten aanbiedt. 

### Na 1968
In het algemeen worden er in Nederland drie basisniveaus onderscheiden:
- Basisschool
- School voor voortgezet onderwijs. De benaming middelbare school wordt echter nog heel vaak gebruikt bij voortgezet onderwijs en leeft in Nederland sinds 1996 voort bij het middelbaar beroepsonderwijs, waar het onderwijs wordt aangeboden aan deelnemers.
- Hogeschool (te onderscheiden van een universiteit)

In de coronacrisis zijn de scholen in Nederland gesloten voor een langere periode. Zie hier meer info over corona
In Nederland zijn de scholen verder ofwel openbaar (overheidsscholen) ofwel bijzonder, vanuit levensbeschouwelijke, godsdienstige of onderwijskundige achtergrond. In Vlaanderen maakt men een gelijkaardig onderscheid tussen "officieel onderwijs" en "vrij onderwijs" in de zogenaamde onderwijsnetten. Buiten deze indeling vallen nog de privé-scholen.

### Organisatie van een school
Het schoolbestuur is de eindverantwoordelijke voor de school en het onderwijs dat aan deze school gegeven wordt.
In Nederland moeten scholen een medezeggenschapsraad hebben. Dit is geregeld in de Wet Medezeggenschap op Scholen (WMS). In Vlaanderen hebben scholen een schoolraad.
In de MR of Schoolraad zijn leerkrachten en ouders vertegenwoordigd en wordt het beleid mede bepaald.
Ook kunnen leerlingen vertegenwoordigd zijn.